# Jacob Grundel
Jacob Grundel, född 1657, död 1737, var en svensk friherre och militär, son till borgmästaren i Stockholm Jacob Grundel d.ä..
Grundel började sin bana vid fortifikationen och deltog som kapten i slaget vid Lund och slaget vid Landskrona. Han övergick sedan till infanteriet och kämpade som överstelöjtnant I Dalregementet i slaget vid Narva. Han var en nära medhjälpare till regementschefen Magnus Stenbock innan han fick sparken från regementet. Han blev dock senare intagen vid ett annat regemente utan förlust av grad. och som överste och regementschef för Södermanlands regemente i slaget vid Helsingborg. 1719 blev Grundel landshövding på Gotland, samma år i Västerbottens län, och erhöll 1720 generalmajors och vid avskedet 1733 generallöjtnants titel. 1720 upphöjdes han i friherrligt stånd.
Under sin tid som landshövding i Västerbottens län var Grundel föremål för två kommissioner (1724 och 1726) som uppdagade att han gjort sig skyldig till försnillningar, bedrägeri, utpressning, bondeplågeri och egenmäktigt förfarande under de mest försvårande omständigheter. Den 1726 tillsatte kommissionen nedlades 1733 utan några medförda konsekvenser för Grundel, och samma år beviljades han avsked.